# Таффури, Клаудио
Клаудио Таффури (итал. Claudio Taffuri; род. 1959, Рим) — итальянский дипломат.

## Биография
Родился в 1959 году в Риме. В 1985 году окончил факультет экономики университета Сапиенца.
Работал налоговым консультантом.
С 1992 года начал дипломатическую карьеру. Работал в Сомали.
С 1995 по 1999 год являлся начальником коммерческого отдела посольства Италии в Мозамбике.
С 1999 по 2002 год работал в посольстве Италии в Сербии, Косово.
Работал в координационном объединении Главного секретариата МИД Италии. С 2004 года являлся главой секретариата главного управления МИД Италии по европейским странам.
С 2007 по 2010 год являлся советником по торговле представительства Италии при международных организациях (Женева). Являлся постоянным представителем Италии при ВТО и иных международных экономических организациях.
С 2010 по 2011 год являлся главным гражданским представителем Регионального командования НАТО в Герате (Афганистан).
С 2012 по 2017 год являлся начальником отдела по управлению кризисными ситуациями главного секретариата МИД Италии.
В 2014 году присвоен ранг чрезвычайного посланника.
Посол Италии в Канаде (19 апреля 2017 — 2021).
Посол Италии в Азербайджане (12 июня 2021 — 19 апреля 2024).